# Ограбление во времени
«Ограбле́ние во вре́мени» (англ. Time Heist) — пятая серия восьмого сезона британского научно-фантастического телесериала «Доктор Кто». Премьера серии состоялась 20 сентября 2014 года на канале BBC One.

## Сюжет
Клара собирается на второе свидание с Дэнни Пи́нком, но тут звонит телефон в ТАРДИС.
Доктор и Клара поставлены перед задачей ограбить «Карабраксос» — самый защищённый банк за всю историю вселенной телесериала. С помощью прекрасного оборотня и кибермодифицированного хакера они должны прорваться через беспощадную охрану и встретиться с существом поразительной силы, способным распознавать виновность. 
Все четверо грабителей соглашаются стереть память последних дней (для этого они используют «червей памяти»), поэтому изначально они не испытывают вины и не знают точно — что же именно они должны украсть из банка. На их пути некий «Архитектор», который спланировал ограбление, разложил таинственные чемоданчики с инструкциями и полезными предметами. В это время на планету, где расположен банк, надвигается сильная солнечная буря.
Выясняется, что владелица банка — мадам Карабраксос — держит в качестве управляющих собственных клонов, но не доверяет им. А ограбление банка превращается в операцию по спасению целого вида редких живых существ — «считывателей».

## Утечка
В составе утечки материала восьмого сезона через Интернет с сервера в Майами оказались сценарий и чёрно-белый сырой монтаж серии.